# Mount Russell (Antarktika)
Mount Russell ist ein 2280 m hoher Berg im Westen des antarktischen Marie-Byrd-Lands. Er ragt im Königin-Maud-Gebirge an der Ostflanke des Scott-Gletschers unmittelbar südlich der Einmündung des Howe-Gletschers auf.
Die glaziologische Mannschaft der zweiten Antarktisexpedition (1933–1935) des US-amerikanischen Polarforschers Richard Evelyn Byrd entdeckte den Berg im Dezember 1934. Namensgeber sind Richard Spofford Russell Jr. (1908–1984), ein Teilnehmer der Forschungsreise, und dessen Vater Richard Spofford Russell (1880–1966), der Byrds Expedition finanziell unterstützt hatte.